# كانسبي (أرومية)
كانسبي هي قرية في مقاطعة أرومية، إيران. عدد سكان هذه القرية هو 102 في سنة 2006.